# Suastus everyx
Suastus everyx är en fjärilsart som beskrevs av Paul Mabille 1883. Suastus everyx ingår i släktet Suastus och familjen tjockhuvuden. Inga underarter finns listade i Catalogue of Life.